# Шимпанзе карликовий
 Боно́бо, або шимпанзе́ ка́рликовий (Pan paniscus) — вид людиноподібних мавп з роду шимпанзе родини гомінідів.

## Зовнішні відмінності від шимпанзе звичайного

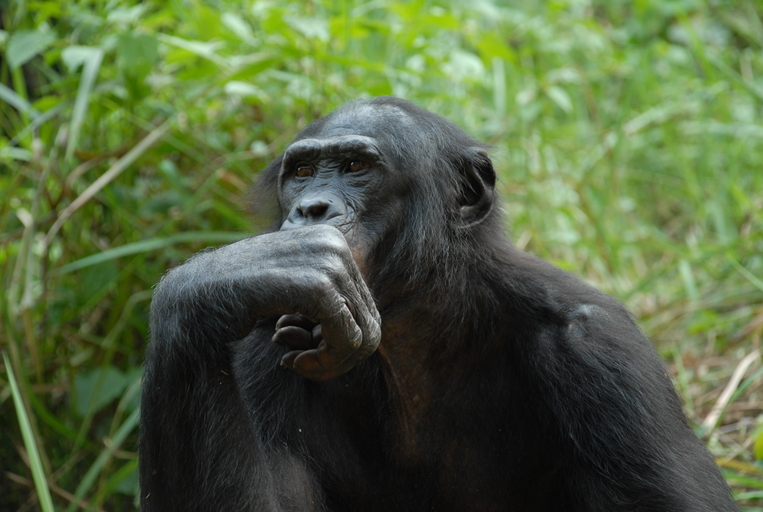
Бонобо

Попри свою назву, за розміром він не менший від свого відомішого родича шимпанзе звичайного, але поступається йому в дебе́лості статури. Шкіра бонобо — чорна, а не рожева, як у звичайних шимпанзе. Довші ноги та вужчі, похиліші плечі, ніж у звичайних шимпанзе. Голосові сигнали карликових шимпанзе — це різкі, високі, гавкаючі звуки.
У них червоні губи на чорній морді та невеликі вуха, високе чоло, відносно довга чорна шерсть.
Середня маса тіла самців — близько 40 кг, а самок — 30 кг, майже такі ж показники у виду «шимпанзе звичайний».

## Місце проживання
Живуть бонобо в тропічних лісах Центральної Африки на невеликій території між ріками Конго і Луалаба. Чисельність становить лише близько 10 тисяч особин. Бонобо став широко відомий науці в 1960-х роках і поки залишається маловивченим видом.

## Історія відкриття
Бонобо були відомі давно, але описані як окремий вид порівняно недавно, у 1929 році. Для африканців карликові шимпанзе були героями стародавніх легенд. Згідно з однією з них, бонобо навчили людину визначати, які продукти можна їсти без побоювання.
Батько систематики Карл Лінней в 1758 році, назвав цей підвид Simia satyrus (зараз скасована назва).
У 1929-му році німецький анатом Ернст Шварц, вивчаючи скелет рідкісної мавпи, що зберігався в бельгійському колоніальному музеї, зрозумів, що бачить перед собою не череп дитинчати, а череп дорослого шимпанзе, і оголосив про новий підвид. Трохи пізніше вчені довели, що йдеться про новий вид людиноподібних мавп. 1954 року німецькі приматологи Едуард Трац і Гайнц Гек повідомили про свої спостереження над шлюбними звичаями бонобо. Їхні звіти, замасковані латинською термінологією, не дійшли до широкої публіки. Лише в 70-ті роки, коли мораль стала терпимішою до сексуальних тем, вчені звернули на бонобо пильнішу увагу.

## Особливості поведінки
Приматолог Франс де Вааль стверджує, що бонобо здатні на альтруїзм, співчуття, доброту, терпіння і чутливість. Хоча миролюбність бонобо заперечується. Дослідження 2024 року свідчить про більшу агресивність бонобо порівняно із звичайним шимпанзе, що ставить під сумнів раніше загальноприйняті уявлення про вид.

### Соціальна поведінка

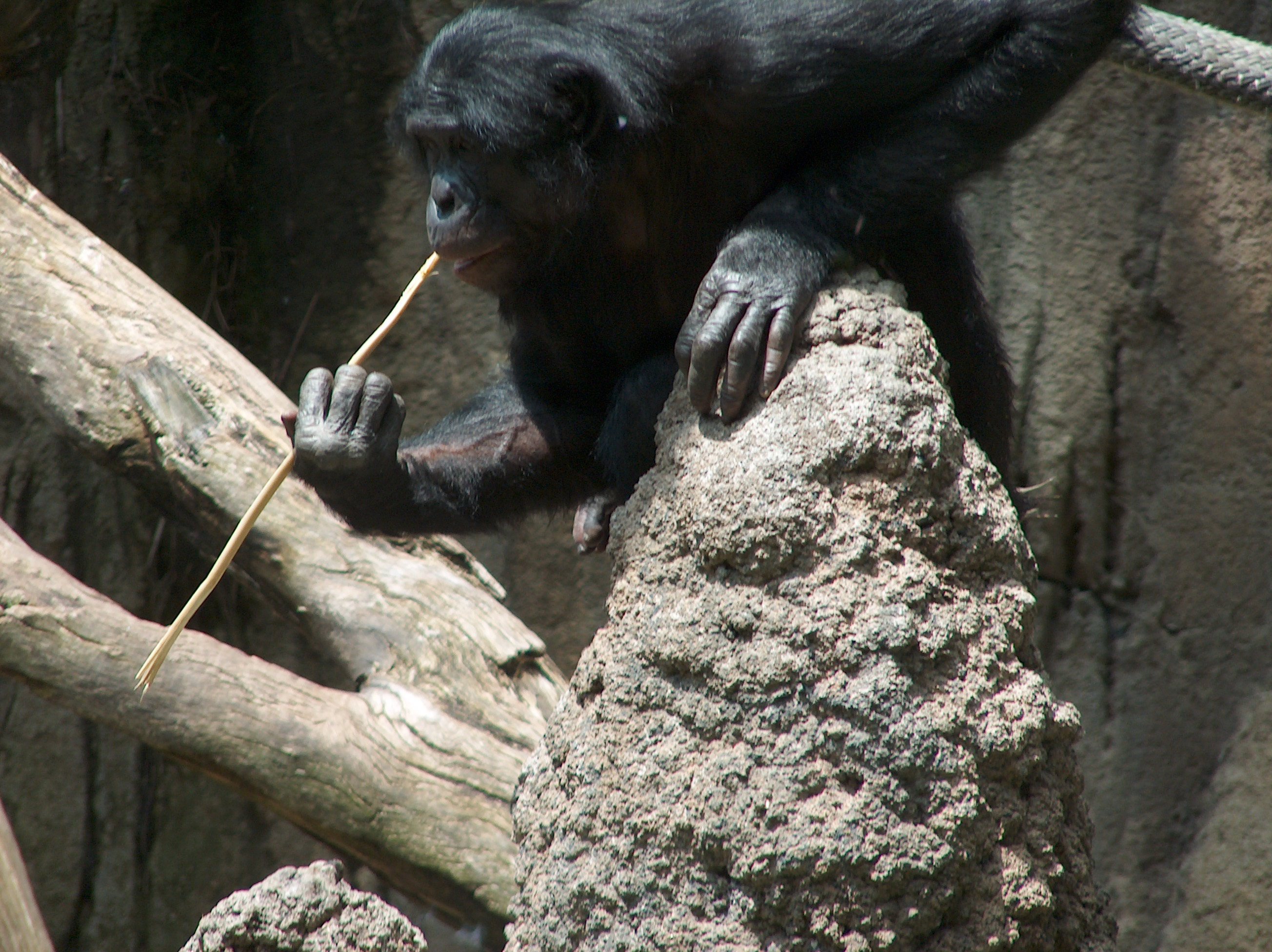
Бонобо ловить термітів

У мавп бонобо відсутні особливості поведінки звичайного шимпанзе, у них немає спільного полювання, частого застосування агресії для з'ясування відносин і примітивних війн, вони не навчаються жестової мови, хоча в неволі бонобо з легкістю оперують різними предметами. Відмінною ж особливістю бонобо є те, що на чолі спільноти знаходиться самка. Агресивні сутички між самцями й самицями є рідкісними, і самці терпимо ставляться до дитинчат і підлітків бонобо. Статус самець отримує від статусу своєї матері.
Попри високу частоту статевих контактів рівень відтворення в їхніх популяціях невеликий. Самиця народжує на світ одне дитинча з інтервалом у 5-6 років. Самиці стають статевозрілими у 13-14 років. Тривалість життя бонобо невідома
Бонобо постійно, навіть за їжею, спілкуються між собою за допомогою системи звуків, яку поки не вдалося розшифрувати. Їх мозок достатньо розвинений, щоб сприймати інші знакові системи. У неволі людина-експериментатор дає запам'ятати кілька десятків знаків і їх звуковий еквівалент. Далі примат запам'ятовує різні команди цією мовою і нарешті при проголошенні нових, ніколи не почутих раніше, команд виконує які-небудь дії: «намилити м'ячик», «Винеси з кімнати X». Більш того, описаний випадок, коли навчена мови знаків самиця сама навчила своє дитинча замість людини-експериментатора. У експерименті, проведеному Фондом дослідження великих людиноподібних мавп (США), знаменитого самця Канзі вдалося навчити розуміти на слух близько 3000 англійських слів і активно вживати понад 500 слів за допомогою клавіатури з лексиграмм (геометричними знаками). Це дозволяє говорити про бонобо як про найінтелектуальніший вид приматів, що, звісно, наближує його до людини.

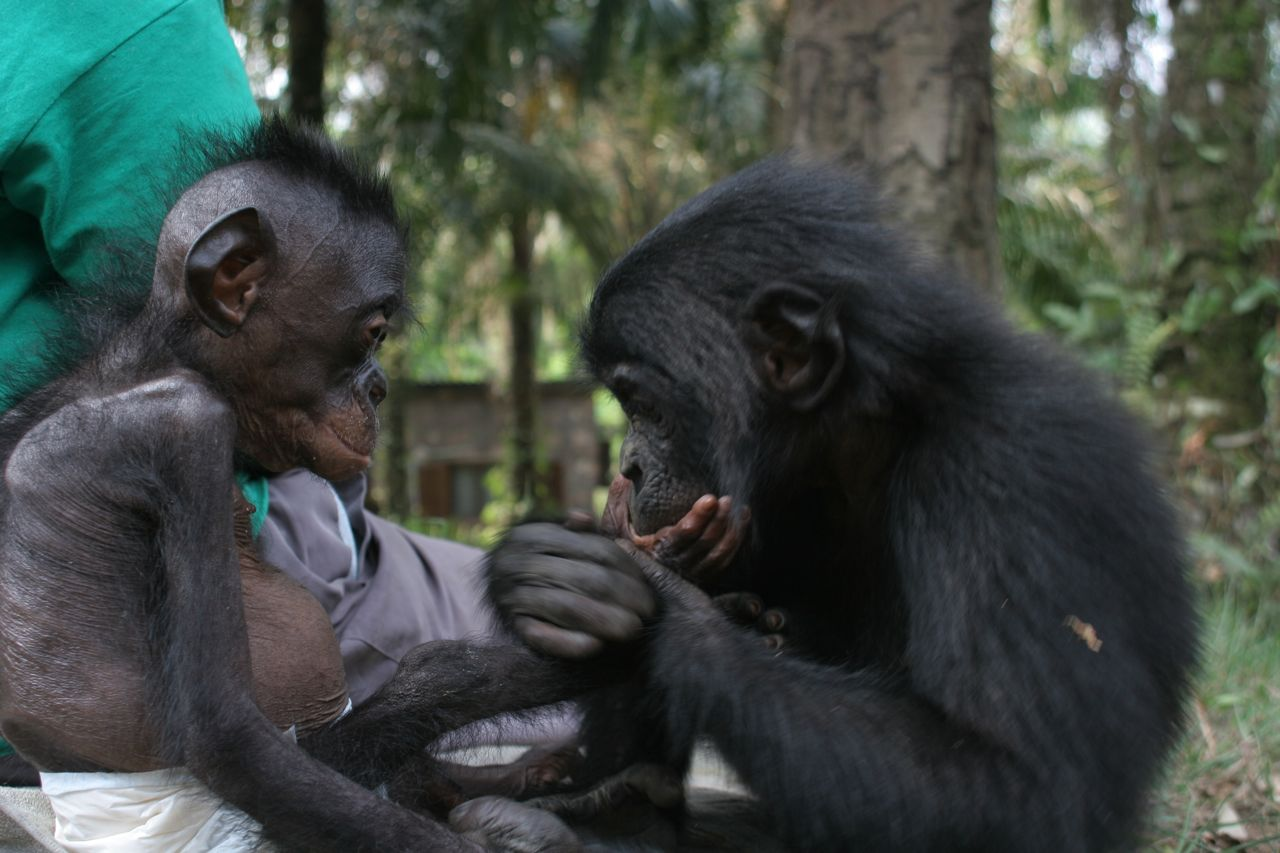
Карликові шимпанзе в притулку для сиріт бонобо «Lola ya Bonobo»

Бонобо — найподібніші до людини з нині існуючих тварин, при цьому бонобо проявляє більше властивих людині поведінкових рис, ніж звичайні шимпанзе. Гілки шимпанзе і гомінідів розділилися лише 5,5 мільйонів років тому, а бонобо спеціалізувалися повільніше, ніж звичайні шимпанзе, і тому зберегли більше архаїчних рис, спільних для людей і шимпанзе. Деякі вчені у зв'язку з цим вимагають переглянути генеалогічне древо. Крім того, набір генів бонобо збігається з набором генів людини на 98 %. Кров бонобо можна переливати людині без будь-якої попередньої обробки, тоді як з крові інших шимпанзе необхідно видаляти антитіла.
Особливості поведінки бонобо і ряд інших рис можуть пояснюватися специфікою еволюційного розвитку цього виду. Низка біологів вважають, що важливу роль в еволюції бонобо (як і в еволюції людини) зіграла неотенія, або ювенілізація — затримка розвитку деяких ознак, що веде до збереження дитячих рис у дорослих тварин.
Основним компонентом їхньої їжі є фрукти, іноді трав'янисті рослини, безхребетні та м'ясо інших тварин. Бонобо, так само як і звичайні шимпанзе, можуть зі спритністю ловити мавп, але не вбивають і не поїдають їх. Вони годинами грають з дитинчатами мавп і відпускають їх на волю.

### Сексуальна поведінка
Статевий акт відіграє важливу роль у суспільстві бонобо, які перебувають у неволі, він використовується як вітання, є засобом формування соціальних зв'язків, вирішення конфліктів і постконфліктного примирення. Бонобо є єдиними мавпами, які використовують усі сексуальні позиції: лице до лиця генітального сексу (хоча пара Західних горил також була сфотографована в цій позиції), поцілунки з язиком, і оральний секс. У науковій літературі, поведінка самиці з самицею торкаючись статевих органів одна одної часто називається GG тертя або статево-генітальне тертя. Сексуальна активність відбувається в присутності спільноти, але іноді й за її межами. Бонобо не утворюють постійних моногамних сексуальних відносин з окремими партнерами. Крім того, вони, здається, не розрізняють у своїй сексуальній поведінці стать і вік, за винятком утримання від статевих зносин між матерями та їх дорослими синами. Коли бонобо знаходять нове джерело їжі або годівлі, збільшення радості від цього, як правило, призводить до загальної сексуальної активності, мабуть, таким чином знижуючи напруженість і сприяючи мирному харчуванню.

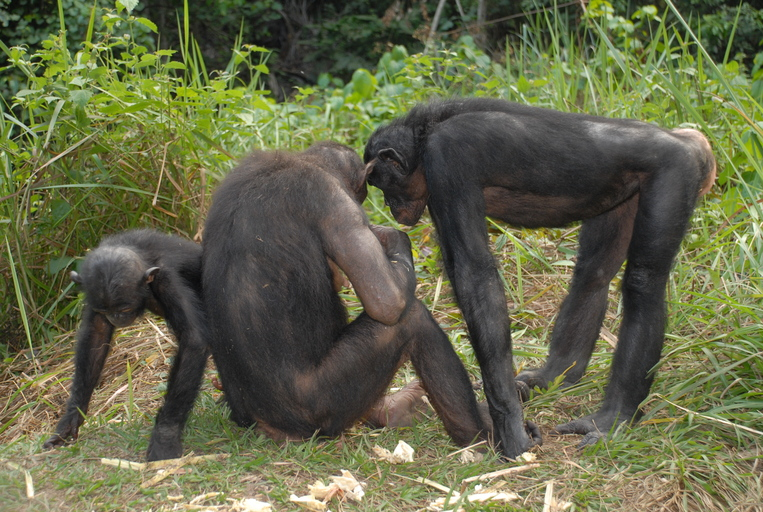
Група бонобо

Самці бонобо між собою час від часу беруть участь у різних формах статевої поведінки. В одній формі, двоє самців висіли на гілці дерева лицем до лиця і займалися фехтуванням пенісів. Також спостерігалося, коли двоє самців труться пенісами, в положенні лице до лиця. Інша форма статевої взаємодії (тертя дупами) відбувається як примирення між двома самцями після конфлікту, коли вони стоять спина до спини й також разом потирають мошонки. Такаеші Кано спостерігав подібну практику серед бонобо в природному середовищі існування.
Самки бонобо між собою також мають статеві стосунки, можливо, для зміцнення соціальних зв'язків між собою, які утворюють ядро суспільства бонобо. Зв'язки серед самиць дозволяють їм домінувати в суспільстві бонобо. Хоча самці індивідуально сильніші, вони не можуть по-одному встояти проти об'єднаної групи самок. Самка підліток часто залишає рідне співтовариство, щоб приєднатися до іншого. Сексуальний зв'язок з іншими самицями встановлює цих нових самиць як нових членів групи. Ця міграція змішує генофонд бонобо, таким чином забезпечує генетичну різноманітність.

### Щодо близькості карликового шимпанзе та людини
У популярній літературі та медіа часто зустрічаються твердження про те, що карликові шимпанзе є «найближчими» до людини або є «найближчими родичами людини». І хоча деякі риси їхніх анатомії та поведінки нагадують людські, такі твердження є необґрунтованими. Карликові шимпанзе не є філогенетично ближчими до людини ніж шимпанзе звичайний. Еволюційно предки усіх шимпанзе та людини розійшлись за різними даними 4,5-8 мільйонів років тому. Сахельантроп міг бути останнім спільним предком сучасного роду Pan та Homo. Відповідно, усі сучасні шимпанзе філогенетично однаково віддалені від людини, так само як двоюрідні брати та сестри є однаково віддаленими родичами.
Хромосоми карликових шимпанзе є важливим аспектом цього порівняння. Людина має 23 пари хромосом, у той час як карликовий шимпанзе та шимпанзе звичайний мають 24 пари. Інші генетичні аспекти також вказують на те, що шимпанзе мали одного спільного предка, з якого потім виокремилися види Pan troglodytes та Pan paniscus.